# Antifragile
Antifragile è il secondo EP del gruppo femminile sudcoreano Le Sserafim. Pubblicato il 17 ottobre 2022 dalla Source Music, contiene cinque tracce, ed è la prima pubblicazione del gruppo dall'uscita di Garam nel luglio precedente.

## Descrizione
L'EP contiene cinque tracce: L'intro con bassi potenti, "The Hydra" dove i membri cantano nella loro rispettiva lingua natia, mentre, "Antifragile" è una canzone pop con forti influenze di musica latina, il testo veicola il messaggio che i momenti di difficoltà sono stimoli per crescere e diventare più forti. "Impurities" è un brano R&B. La quarta e quinta traccia, "No Celestial" e "Good Parts (when the quality is bad but I am)", parlano entrambe del tema dell'abbracciare i propri difetti ma la prima è una canzone pop-punk, mentre, la seconda è R&B.

## Promozione
Nel giorno della pubblicazione dell'album, le Le Sserafim hanno fatto un'esibizione dal vivo su Mnet per presentare i cinque brani dell'album.

## Tracce
1. The Hydra – 1:44 (Score (13), Megatone (13), Hybe)
2. Antifragile – 3:04 (Score (13), Megatone (13), Paulina Cerrilla, "Hitman" Bang, Shintaro Yasuda, Supreme Boi, Isabella Lovestory, Kyler Niko, Ronnie Icon, Nathalie Boone, Danke (Lalala Studio))
3. Impurities – 3:16 (Score (13), Megatone (13), Jonna Hall, Danke (Lalala Studio), "Hitman" Bang, Huh Yun-jin, Daniel "Obi" Klein, Charli Taft, Kim Chae-ah, Maggie Szabo, Hayes Kramer, Blvsh, Jaro, Nikolay Mohr, Park Sang-yu, Cho Yoon Kyung, Lee Hyung Seok (PNP))
4. No Celestial – 2:46 (Score (13), Megatone (13), Danke (Lalala Studio), Cazzi Opeia, Ellen Berg, Kim In-hyung, Ronnie Icon, YoungChance, Shorelle, Ameline, Nermin Harambašić, Poutyface, Park Sang-yu, Huh Yun-jin)
5. Good Parts (When the Quality Is Bad but I Am) – 2:36 (Score (13), Megatone (13), Sir Nolan, Alex Bilowitz, Jenna Andrews, Salem Ilese, Danke (Lalala Studio), Sakura Miyawaki, Cha Yu-bin, Huh Yun-jin)

Durata totale: 13:26

## Formazione
- Kim Chaewon - Voce, testo e musica
- Sakura - Voce (traccia 5)
- Huh Yunjin - Voce, testo e musica (tracce 3, 4, 5)
- Kazuha - Voce
- Hong Eunchae - Voce

## Successo commerciale
L'EP è stato certificato doppio platino per avere venduto più di 500.000 copie dalla KMCA e si classificato alla posizione uno della classifica musicale giapponese Oricon. L'EP si è anche posizionato al numero 14 della classifica musicale americana Billboard 200, rendendo le Le Sserafim il gruppo kpop femminile più veloce a debuttare nella classifica. Nel gennaio 2023, Antifragile è stato certificato triplo platino per aver venduto più di 750.000 copie dalla KMCA.

## Classifiche

### Classifiche settimanali
| Classifica (2022-23) | Posizione massima |
| -------------------- | ----------------- |
| Austria              | 31                |
| Belgio (Fiandre)     | 34                |
| Belgio (Vallonia)    | 37                |
| Croazia              | 5                 |
| Corea del Sud        | 2                 |
| Germania             | 37                |
| Giappone             | 1                 |
| Grecia               | 14                |
| Spagna               | 53                |
| Stati Uniti          | 14                |
| Svizzera             | 15                |
| Ungheria             | 21                |

### Classifiche di fine anno
| Classifica (2022) | Posizione |
| ----------------- | --------- |
| Corea del Sud     | 26        |
| Giappone          | 65        |